# Keni'chiro Arai
Keni'chiro Arai (新井 健一郎, Arai Ken'ichirō), né le 7 juillet 1972 à Nerima, Tokyo) est un catcheur japonais qui travaille à la Dragon Gate.

## Carrière

### Retour à la Dragon Gate (2019-...)
Le 29 février, ils perdent leur titres contre Dragon Gate (Ben-K, Dragon Dia et Strong Machine J).
Lors de Memorial Gate 2021 In Wakayama, lui et Yasushi Kanda perdent contre Masaaki Mochizuki et Takashi Yoshida et ne remportent pas les Open the Twin Gate Championship.

## Palmarès
- Asuka Project

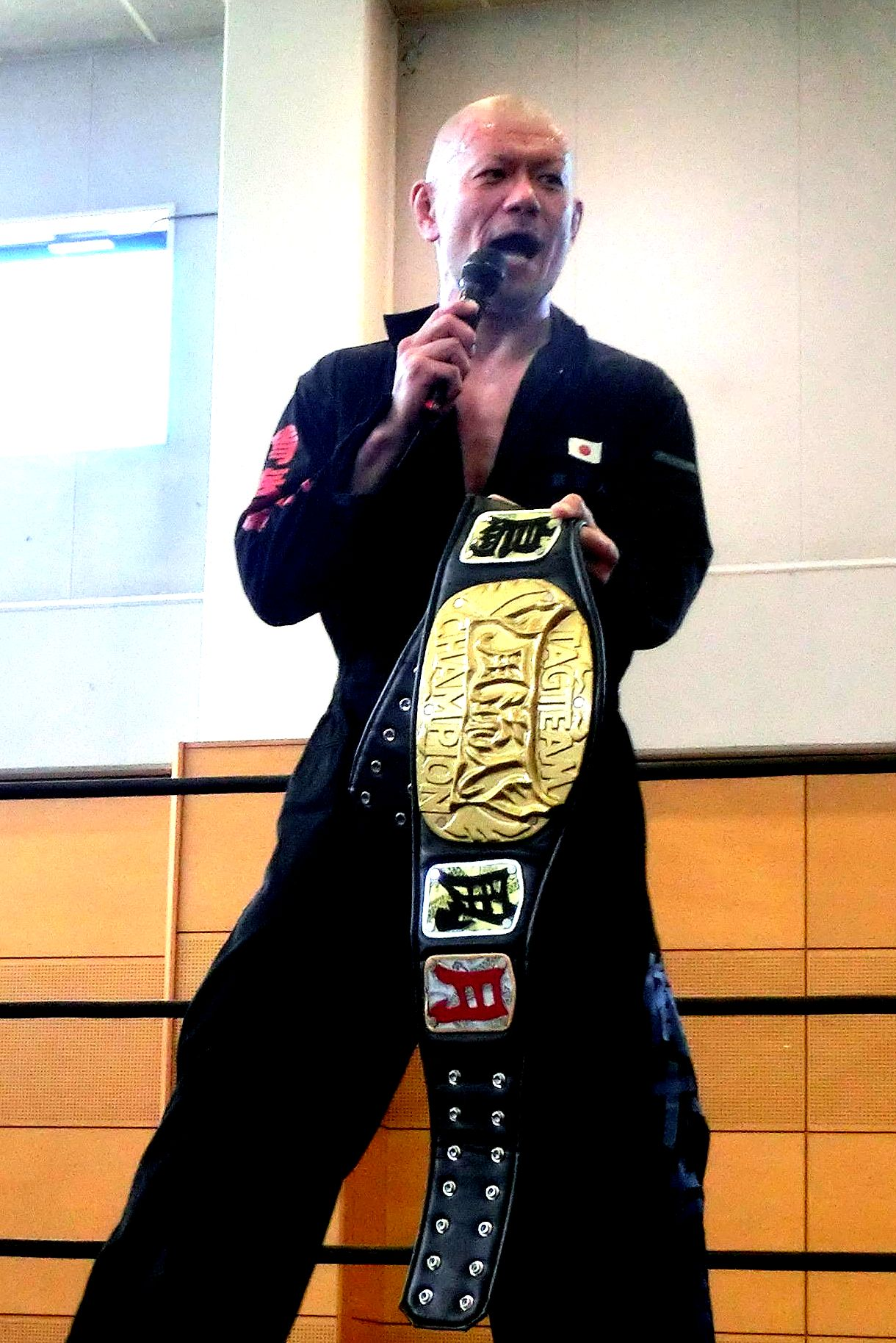
Arai en tant que champion par équipe de la Furyujin en août 2017.

  - 1 fois Asuka Project Championship[4]

- Dragon Gate
  - 1 fois Open The Owarai Gate Championship
  - 1 fois Open the Twin Gate Championship avec Taku Iwasa
  - 2 fois Open the Triangle Gate Championship avec Taku Iwasa et Shinobu (1) et Dragon Kid et Ryo Saito (1)
  - One Night Ten Man Tag Tournament (2004) avec K-ness, Masaaki Mochizuki, Susumu Yokosuka et Second Doi

- Guts World Pro-Wrestling
  - 1 fois GWC Championship
  - 3 fois GWC Tag Team Championship avec Shota
  - 2 fois GWC 6-Man Tag Team Championship avec Masked Mystery et Ryan Upin (1), Masked Mystery et Shota (1)

- Pro Wrestling Freedoms
  - 1 fois King of Freedom World Tag Team Championship avec Gentaro[5]

- Pro Wrestling Heat-Up
  - 1 fois Heat-Up Universal Tag Team Championship avec Hide Kubota (actuel)[6]
  - Powerful Tag Tournament (2017) avec Hide Kubota[6]

- Style-E
  - 1 fois Style-E Openweight Championship

- Tenryu Project
  - 1 fois Tenryu Project Six Man Tag Team Championship avec Kohei Sato et Masayuki Kōno (actuel)[7]

- Theater Puroresu
  - 1 fois Furyujin Tag Team Championship avec Kenta Hattori

- Toryumon Japan
  - 2 fois NWA World Welterweight Championship
  - 2 fois UWA World Trios Championship avec Masaaki Mochizuki et Dragon Kid (1), Dragon Kid et Naruki Doi (1)